# مانويل راموس
مانويل راموس هو مدرب كرة قدم برتغالي، ولد في 10 فبراير 1982 في إسموريز في البرتغال.